# Terminal Rodoviário Sul de Nova Friburgo
Terminal Rodoviário Sul de Nova Friburgo, mais conhecido como Shopping SerraVerde, é o terminal rodoviário de ônibus de Nova Friburgo, município da região serrana do estado do Rio de Janeiro.
Esta localizado na Avenida Manoel Carneiro de Menezes no bairro de Ponte da Saudade, na zona sul da cidade 

## História
O Terminal Rodoviário Sul de Nova Friburgo foi inaugurado em 1995.

## Serviços
O terminal rodoviário conta com os seguintes serviços: estacionamento e o ponto de táxi.

## Empresas
O terminal rodoviário conta com apenas uma empresa de transporte, que é Auto Viação 1001.